# مشروع أودري لورد

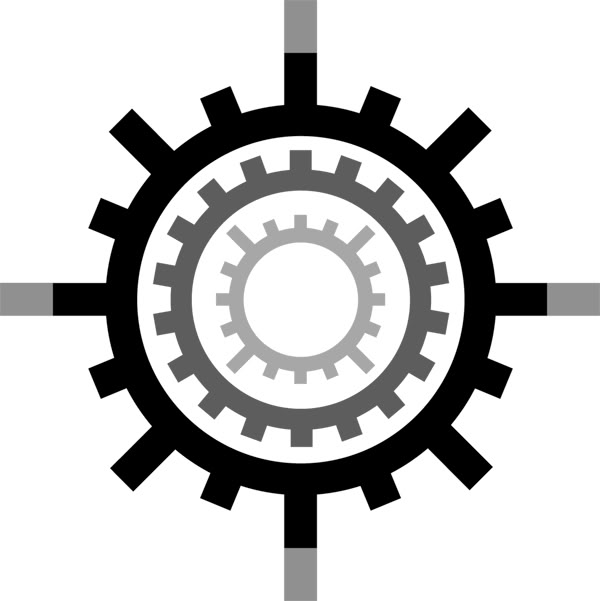
شعار مشروع أودري لورد

مشروع أودري لورد هو منظمة مقرها بروكلين، نيويورك، مخصصة للأشخاص من الملونين الذين ينتمون لمجتمع الميم (المثليين والمثليات ومزدوجي التوجه الجنسي والمتحولين جنسياً وغيرهم).
تركز المنظمة على تنظيم المجتمع والنشاط الراديكالي اللاعنفي حول قضايا تقدمية داخل مدينة نيويورك، خاصة المتعلقة بمجتمعات الميم، ونشاطات مكافحة الإيدز ومرض فيروس نقص المناعة البشرية، والنشاطات المؤيدة للمهاجرين، وإصلاح السجون، والتنظيم بين شباب الملونين. سُميت باسم الشاعرة والناشطة السحاقية النسوية أودري لورد، وقد تأسست عام ١٩٩٤.

## التاريخ
نشأ هدف المشروع من "الحاجة المعلنة لاستراتيجيات مجتمعية مبتكرة وموحدة لمعالجة القضايا المتعددة التي تؤثر على مجتمعات الميم من الملونين."
في عام ١٩٩٦، انتقلت المنظمة إلى مقرها الدائم في حي فورت غرين في بروكلين، وهو بيت رعية كنيسة المشيخيين في شارع لافاييت.
بدأ المشروع ليكون "قاعدة انطلاق" لشعوب الميم من أصول أفريقية/سوداء/كاريبية، وعربية، وآسيوية وجزر المحيط الهادئ، ولاتينية/هيسبانية، وسكان أصليين/سكان أصليين من أصول أصلية، للعمل على تعزيز تاريخ مشترك من النضال ضد التمييز وأشكال القمع الأخرى. في وقت تأسيسه، كان المشروع المنظمة الوحيدة في نيويورك المكرسة للأشخاص الذين يلتقون في هذه الهويات المتقاطعة.
السياسات الراديكالية واللاعنف
يسعى هيكل اتخاذ القرار في المشروع إلى أن يكون "ممثلاً لمجتمعاتنا"، ويعمل على دعم المنظمات القائمة للأشخاص من الميم من الملونين، والعاملين في المجال الثقافي، والناشطين. كما تتصرف المنظمة ضمن ممارسة نسوية واضحة ومناهضة للتمييز الجنسي، لأنها تعتقد أن قيادة النساء "تظل مقللة من قيمتها ومثبطة في المنظمات/المجتمعات الأوسع للميم."
وتشارك غالبًا في العصيان المدني اللاعنفي في الساحة العامة.

## الحملات ومجموعات العمل

### خارج النظام بأمان: تجمع SOS
التجمع هو منظمة مناهضة للعنف تركز على الكراهية وعنف الشرطة الموجه ضد "الأشخاص من الميم من الملونين: السحاقيات، والمثليين، مزدوجي التوجه الجنسي، ثنائي الروح، المتحولين جنسياً، وغير المطابقين للنوع الاجتماعي"، خصوصًا في حي بيدفورد-ستايفسنت في بروكلين. يستخدم التجمع استراتيجيات قائمة على المجتمع، معلنًا أن "الاستراتيجيات التي تزيد من وجود الشرطة وتجريم مجتمعاتنا لا تخلق الأمان."
في الأصل كان يُسمى مجموعة العمل بشأن عنف الشرطة والدولة، وبدأت في عام ١٩٩٧ استجابةً لارتفاع العنف في الشوارع والمضايقات الشرطية التي رأت المنظمة أنها مرتبطة بسياسات "جودة الحياة" لعمدة نيويورك رودولف جولياني.
ساهمت المجموعة في تأسيس التحالف ضد وحشية الشرطة و"عدالة الشعب ٢٠٠٠" بعد عمليات قتل رجال ملونين غير مسلحين من قبل الشرطة مثل أمدو ديالو وأبنر لوما، بالإضافة إلى تنظيم أيام العدالة العرقية السنوية، التي تركز على نداءات عائلات الملونين الذين عانوا عنفًا من قبل شرطة مدينة نيويورك.
يدير التجمع القضية القانونية لجاليا لاموت، وهي امرأة متحولة جنسياً اعتُقلت وتعرضت للضرب من قبل شرطة هيئة إسكان مدينة نيويورك.
كجزء من منهج أوسع لمناهضة العنف والقمع، تعاون التجمع مع منظمات تقدمية أخرى، بما في ذلك صندوق ذكرى رشاون برازيل، وتجمع العمل من أجل السلام في العالم الثالث، وعدالة العرق ٩١١، ومؤسسة الفاتحة، ولجنة خدمة الأصدقاء الأمريكيين، عقب هجمات ١١ سبتمبر الإرهابية. ركزت اجتماعات "الحرب ضد الإرهاب" الخاصة بالتجمع على كيف أن رهاب المثلية ورهاب المتحولين جزء من سياسات الولايات المتحدة في حربها ضد الإرهاب. عقب بداية حرب العراق في ٢٠٠٣، ساعد SOS في تنسيق "عملية مقاومة الوطن"، وهي عصيان مدني احتجاجًا على الحرب.

### ترانسجاستس
تُعد ترانسجاستس منظمة دفاعية أُنشئت من قبل ولأجل المتحولين جنسياً وغير المطابقين للنوع الاجتماعي من الملونين. تركز المجموعة على السياسات المتعلقة بالمتحولين في مجالات العمل، والسكن، والرعاية الصحية، بما في ذلك برامج تدريب العمل، ومقاومة العنف المتحول جنسيًا، وخدمات الإيدز، والخدمات الطبية الحساسة لقضايا المتحولين.

### مجموعة العمل من أجل حقوق المهاجرين
تتكون مجموعة العمل من متطوعين من الميم من الملونين المولودين خارج الولايات المتحدة (بما في ذلك بورتو ريكو). تسعى المجموعة بشكل خاص إلى بناء قيادة المهاجرين غير الموثقين، والعمال ذوي الأجور المنخفضة، والمتحولين، وثنائيي الروح، وغير المطابقين للنوع الاجتماعي من المهاجرين. يُشترط على كل حملة أن تكون ذات صلة بهذه "المجتمعات ذات الأولوية".
تضع المجموعة نفسها ضمن حركات العدالة والسلام العالمية، وتتصرف بتضامن مع نضالات التحرير في جميع أنحاء العالم. يرفض أعضاء مجموعة العمل "الانقسام بين نحن/هم بين المواطنين والأجانب، ويعملون من أجل سياسة خارجية أمريكية قائمة على اللاعنف، والتوزيع العادل للموارد، والمساواة. كما ندرك أن حرب الإرهاب هي حرب في الخارج وفي الداخل، تقمع مجتمعاتنا في أماكن متعددة في آن واحد."
أعلنت المنظمة في عام ٢٠٠٦ معارضتها لقانون "المسار إلى التقنين" ذو الثلاث مستويات (قانون الإصلاح الشامل للهجرة) وبرامج العمال الضيوف، معلنة أن "التقنين الكامل مطلب غير قابل للتفاوض."
تسعى المجموعة إلى زيادة الفهم لرهاب المتحولين ورهاب المثلية داخل حركات حقوق المهاجرين والعدالة الاجتماعية ومجتمعات المهاجرين داخل مدينة نيويورك.
في عام ٢٠٠٤، نشرت مجموعة العمل تقريرًا بعنوان "مجتمعات على مفترق طرق: سياسات اليمين الأمريكي والمهاجرون من الميم من الملونين في مدينة نيويورك."

### برنامج التسهيلات
يعمل مشروع أودري لورد على "بناء القدرات ودعم تطوير المنظمات" لمنظمات الميم من الملونين من خلال توفير مساحة الاجتماعات في المشروع، وبنية المكاتب التحتية، والتدريب، بالإضافة إلى تقديم المساعدة التقنية وفرص التواصل وبناء التحالفات. بعض المجموعات التي اجتمعت في مساحة المشروع تشمل "الاتحاد الأفريقي للأمهات السحاقيات من أجل التغيير المجتمعي (المعروف سابقًا باسم أخوات السالسا سول)، مجموعة النساء العربيات والإيرانيات من الميم (المعروفة سابقًا بمجموعة النساء العربيات والفارسيات من الميم)، ائتلاف آسيا والمحيط الهادئ للإيدز/الإتش آي في (أبيتشا)، برايد بروكلين، رجال المثليين من أصول أفريقية (جيماد)، الكوريون الكويريون في نيويورك، الجمعية الجنوب آسيوية للمثليين والسحاقيات (سالغا)، لاس بويناس أميغاس، ورجال الميم اللاتينيون في نيويورك."

## الجوائز
في عام ٢٠٠٠، مُنح المدير التنفيذي آنذاك جو-هيون كانغ جائزة يونيون سكوير من صندوق مدينة نيويورك. في منحته، وصف الصندوق مشروع أودري لورد بأنه "مركز ثقافي ومعلوماتي مهم في مدينة نيويورك."